# 三尖瓣闭锁
三尖瓣闭锁是一种先天性心脏病，这种疾病的患者三尖瓣没有发育，所以血液无法从右心房流向右心室。这种状况限制血液在心脏中的流动，导致右心室发育不全（尺寸过小）或缺失。这种缺陷是在产前发育期间出现的，此时心脏尚未完成发育。它导致体循环充满相对脱氧的血液。三尖瓣闭锁的原因尚不清楚。 
在多数三尖瓣闭锁病例中，通常存在房间隔缺损（ASD）才能使左心房和左心室充满血液。 有时候，心脏的两个下腔室之间也会存在室间隔缺损（VSD）。或出现连接主动脉和肺动脉的动脉导管未闭(PDA) 。在这两种情况下，由于富氧血液与缺氧血液混合，血液携氧能力降低。因此患者容易疲劳且经常气短。患者的皮肤和嘴唇可能发青或苍白。 

## 症状
三尖瓣闭锁的症状通常在出生后不久出现。三尖瓣闭锁的症状可能包括：
- 由于血氧水平低，皮肤和嘴唇发蓝或发灰
- 呼吸困难
- 容易疲劳，特别是喂食期间
- 生长缓慢和体重增长不良

一些三尖瓣闭锁患者还会出现心力衰竭症状。心力衰竭的症状包括：
- 疲劳和虚弱
- 气短
- 腿部、踝部和足部肿胀
- 腹部肿胀，一种称为腹水的状况
- 体液积聚导致体重骤增
- 出生后最初 2 周出现呼吸急促
- VSD 引起的全收缩期杂音
- 心电图显示电轴左偏和左心室肥大（因为它必须将血液泵送到肺部和全身系统）
- 正常或轻度扩大的心脏

## 原因
三尖瓣闭锁是由于三尖瓣完全缺失引起的。 这种缺失的根本原因仍然未知。 这会阻止右心房和右心室之间的直接血液流动。通常会导致卵圆孔在出生后保持开放，导致房间隔缺损。 

## 病理生理学
由于右心房和右心室之间没有连通，因此必须存在房间隔缺损才能让血液流入左心室。由于右心室血流量不足，会出现发育不全。在大多数情况下，还会存在室间隔缺损，使一些血液进入肺循环。由于缺乏进入肺循环的血液，血液氧合不良，导致紫绀逐渐恶化。 

## 诊断
大多数病例可以通过常规异常扫描进行产前诊断。如果发现先天性心脏病的证据，可以通过胎儿超声心动图确诊。
如果产前没有诊断出来，可在出生后不久通过体检确诊，检查时会发现发绀和杂音。通过心电图和胸片可以获得进一步的诊断证据。心电图通常会显示电轴左偏，而胸部 X 光检查可能会显示肺缺氧或充血。与所有先天性心脏病一样，最终的检查是超声心动图。 

## 流行病学
三尖瓣闭锁在发绀型先天性心脏病中继法洛四联症和大动脉转位后居第三位 据估计，所有先天性心脏病的 1% 到 3% 都是由它引起的。 